# 中华人民共和国罪名列表
該表列列出《中华人民共和国刑法》與《全国人大常委会关于惩治骗购外汇、逃汇和非法买卖外汇犯罪的决定》所定罪名，由中华人民共和国最高人民法院發布，後由中华人民共和国最高人民检察院以些許差異再次發布，並經過了最高法院、最高檢察院八次聯合修訂。現有罪名483個。

## 歷次修訂
首次公布統一規定的罪名，是在1997年12月11日，由中华人民共和国最高人民法院以法释〔1997〕9号發布。其所基於的，是1997年3月14日所修訂公布的《中华人民共和国刑法》。隨後，1997年12月25日，中华人民共和国最高人民检察院再次以高检发释字〔1997〕3号再次發布一相似列表，另規定了国家机关工作人员徇私舞弊罪、枉法追诉、裁判罪兩罪，並有其他幾項罪名名稱與最高法院所公布的不同。2002年3月15日，最高法院、最高檢察院聯合發布的第一次修訂，將該兩項罪名取消，並調整了一些罪名名稱，自此最高法院、最高檢察院始終採納相同的罪名列表。

### 第一次修訂
第一次修訂是針對全國人大常委會在1998年12月29日通過的《关于惩治骗购外汇、逃汇和非法买卖外汇犯罪的决定》、在1999年12月25日通過的《刑法修正案》、在2001年8月31日通過的《刑法修正案（二）》、在2001年12月29日通過的《刑法修正案（三）》，由最高法院、最高檢察院，在2002年3月15日以法释〔2002〕7号發布，於2002年3月26日施行。

### 第二次修訂
第二次修訂是針對全國人大常委會在2002年12月28日通過的《刑法修正案（四）》，由最高法院、最高檢察院，在2003年8月15日以法释〔2003〕12号發布，於2003年8月21日施行。

### 第三次修訂
第三次修訂是針對全國人大常委會在2005年2月28日在通過的《刑法修正案（五）》、2006年6月29日通過的《刑法》第六次修正案，由最高法院、最高檢察院，在2007年10月25日以法释法释〔2007〕16号發布，於2007年11月6日施行。

### 第四次修訂
第四次修訂是針對全國人大常委會在2009年2月28日通過的《刑法修正案（七）》，由最高法院、最高檢察院，在2009年10月14日以法释〔2009〕13号發布，於2009年10月16日施行。

### 第五次修訂
第五次修訂是針對全國人大常委會在2011年2月25日通過的《刑法修正案（八）》，由最高法院、最高檢察院，在2011年4月27日以法释〔2011〕10号發布，於2011年5月1日施行。

### 第六次修訂
第六次修訂是針對全國人大常委會在2009年8月27日通過的《关于修改部分法律的决定》、在2015年8月29日通過的《刑法修正案（九）》，由最高法院、最高檢察院，在2015年10月30日以法释〔2015〕20号發布，於2015年11月1日施行。

### 第七次修訂
第七次修訂是針對全國人大常委會在2017年11月4日通過的《刑法修正案（十）》、在2020年12月26日通過的《刑法修正案（十一）》，由最高法院、最高檢察院，在2021年2月26日以法释〔2021〕2号發布，於2021年3月1日施行。

### 第八次修訂
第八次修訂是針對全國人大常委會在2023年12月29日通過的《刑法修正案（十二）》，由最高法院、最高檢察院，在2024年1月30日以法释〔2024〕3号發布，於2024年3月1日施行。

## 危害国家安全罪
- 背叛国家罪（第102条）
- 分裂国家罪（第103条第1款、第2款）
- 煽动分裂国家罪（第103条第1款）
- 武装叛乱、暴乱罪（第104条）
- 颠覆国家政权罪（第105条第1款、第2款）
- 煽动颠覆国家政权罪（第105条第1款、第2款）
- 资助危害国家安全犯罪活动罪（第107条）
- 投敌叛变罪（第108条）
- 叛逃罪（第109条）
- 间谍罪（第110条）
- 为境外窃取、刺探、收买、非法提供国家秘密、情报罪（第111条）
- 资敌罪（第112条）

## 危害公共安全罪
- 放火罪（第114条、第115条第1款）
- 决水罪（第114条、第115条第1款）
- 爆炸罪（第114条、第115条第1款）
- （已取消[3]）投毒罪（第114条、第115条第1款）
- 投放危险物质罪（第114条、第115条第1款）[3]
- 以危险方法危害公共安全罪（第114条、第115条第1款）
- 失火罪（第115条第2款）
- 过失决水罪（第115条第2款）
- 过失爆炸罪（第115条第2款）
- （已取消[3]）过失投毒罪（第115条第2款）
- 过失投放危险物质罪（第115条第2款）[3]
- 过失以危险方法危害公共安全罪（第115条第2款）
- 破坏交通工具罪（第116条、第119条第1款）
- 破坏交通设施罪（第116条、第119条第1款）
- 破坏电力设备罪（第118条、第119条第1款）
- 破坏易燃易爆设备罪（第118条、第119条第1款）
- 过失损坏交通工具罪（第119条第2款）
- 过失损坏交通设施罪（第119条第2款）
- 过失损坏电力设备罪（第119条第2款）
- 过失损坏易燃易爆设备罪（第119条第2款）
- 组织、领导、参加恐怖组织罪（第120条）
- （已取消[8]）资助恐怖活动罪（第120条之一）[3]
- 帮助恐怖活动罪（第120条之一）[8]
- 准备实施恐怖活动罪（第120条之二）[8]
- 宣扬恐怖主义、极端主义、煽动实施恐怖活动罪（第120条之三）[8]
- 利用极端主义破坏法律实施罪（第120条之四）[8]
- 强制穿戴宣扬恐怖主义、极端主义服饰、标志罪（第120条之五）[8]
- 非法持有宣扬恐怖主义、极端主义物品罪（第120条之六）[8]
- 劫持航空器罪（第121条）
- 劫持船只、汽车罪（第122条）
- 暴力危及飞行安全罪（第123条）
- 破坏广播电视设施、公用电信设施罪（第124条第1款、第2款）
- 过失损坏广播电视设施、公用电信设施罪（第124条第1款、第2款）
- 非法制造、买卖、运输、邮寄、储存枪支、弹药、爆炸物罪（第125条第1款、第2款）
- （已取消[3]）非法买卖、运输核材料罪（第125条第1款、第2款）
- 非法制造、买卖、运输、储存危险物质罪（第125条第2款）[3]
- 违规制造、销售枪支罪（第126条）
- （已替换[3]）盗窃、抢夺枪支、弹药、爆炸物罪（第127条第1款、第2款）
- 盗窃、抢夺枪支、弹药、爆炸物、危险物质罪（第127条第1款、第2款）[3]
- （已替换[3]）抢劫枪支、弹药、爆炸物罪（第127条第2款）
- 抢劫枪支、弹药、爆炸物、危险物质罪（第127条第2款）[3]
- 非法持有、私藏枪支、弹药罪（第128条第1款）
- 非法出租、出借枪支罪（第128条第2款、第3款）
- 丢失枪支不报罪（第129条）
- 非法携带枪支、弹药、管制刀具、危险物品危及公共安全罪（第130条）
- 重大飞行事故罪（第131条）
- 铁路运营安全事故罪（第132条）
- 交通肇事罪（第133条）
- 危险驾驶罪（第133条之一）[7]
- 妨害安全驾驶罪（第133条之二）[9]
- 重大责任事故罪（第134条）
- （已取消[9]）强令违章冒险作业罪（第134条第2款）[5]
- 强令、组织他人违章冒险作业罪（第134条第2款）[9]
- 危险作业罪（第134条之一）[9]
- 重大劳动安全事故罪（第135条）
- 大型群众性活动重大安全事故罪（第135条之一）[5]
- 危险物品肇事罪（第136条）
- 工程重大安全事故罪（第137条）
- 教育设施重大安全事故罪（第138条）
- 消防责任事故罪（第139条）
- 不报、谎报安全事故罪（第139条之一）[5]

## 破坏社会主义市场经济秩序罪

### 生产、销售伪劣商品罪
- 生产、销售伪劣产品罪（第140条）
- （已取消[9]）生产、销售假药罪（第141条）
- 生产、销售、提供假药罪（第141条）[9]
- （已取消[9]）生产、销售劣药罪（第142条）
- 生产、销售、提供劣药罪（第142条）[9]
- 妨害药品管理罪（第142条之一）[9]
- （已取消[7]）生产、销售不符合卫生标准的食品罪（第143条）
- 生产、销售不符合安全标准的食品罪（第143条）[7]
- 生产、销售有毒、有害食品罪（第144条）
- 生产、销售不符合标准的医用器材罪（第145条）
- 生产、销售不符合安全标准的产品罪（第146条）
- 生产、销售伪劣农药、兽药、化肥、种子罪（第147条）
- 生产、销售不符合卫生标准的化妆品罪（第148条）

### 走私罪
- 走私武器、弹药罪（第151条第1款）
- 走私核材料罪（第151条第1款）
- 走私假币罪（第151条第1款）
- 走私文物罪（第151条第2款）
- 走私贵重金属罪（第151条第2款）
- 走私珍贵动物、珍贵动物制品罪（第151条第3款）
- （已取消[6]）珍稀植物、珍稀植物制品罪（第151条第3款）
- 走私国家禁止进出口的货物、物品罪（第151条第3款）[6]
- 走私淫秽物品罪（第152条）
- 走私普通货物、物品罪（第153条）
- （已取消[4]）走私固体废物罪（第155条第（3）项）
- 走私废物罪（第152条第4款）[4]

### 妨害对公司、企业的管理秩序罪
- 虚报注册资本罪（第158条）
- 虚假出资、抽逃出资罪（第159条）
- （已取消[9]）欺诈发行股票、债券罪（第160条）
- 欺诈发行证券罪（第160条）[9]
- （已取消[5]）提供虚假财会报告罪（第161条）
- 违规披露、不披露重要信息罪[5]
- 妨害清算罪（第162条）
- 隐匿、故意销毁会计凭证、会计帐簿、财务会计报告罪（第162条之一）[3]
- 虚假破产罪（第162条之二）[5]
- （已取消[5]）公司、企业人员受贿罪（第163条）
- 非国家工作人员受贿罪[5]
- （已取消[5]）对公司、企业人员行贿罪（第164条）
- 对外国公职人员、国际公共组织官员行贿罪（第164条第2款）[7]
- 对非国家工作人员行贿罪[5]
- 非法经营同类营业罪（第165条）
- 为亲友非法牟利罪（第166条）
- 签订、履行合同失职被骗罪（第167条）
- （已取消[3]）徇私舞弊造成破产、亏损罪（第168条）
- 国有公司、企业、事业单位人员失职罪（第168条）[3]
- 国有公司、企业、事业单位人员滥用职权罪（第168条）[3]
- （已替換[10]）徇私舞弊低价折股、出售国有资产罪（第169条）
- 徇私舞弊低价折股、出售公司、企业资产罪（第169条）[10]
- 背信损害上市公司利益罪（第169条之一）[3]

### 破坏金融管理秩序罪
- 伪造货币罪（第170条）
- 出售、购买、运输假币罪（第171条第1款）
- 金融工作人员购买假币、以假币换取货币罪（第171条第2款）
- 持有、使用假币罪（第172条）
- 变造货币罪（第173条）
- 擅自设立金融机构罪（第174条第1款）
- （已替换[3]）伪造、变造、转让金融机构经营许可证罪（第174条第2款）
- 伪造、变造、转让金融机构经营许可证、批准文件罪（第174条第2款）[3]
- 高利转贷罪（第175条）
- 骗取贷款、票据承兑、金融票证罪（第175条之一）[5]
- 非法吸收公众存款罪（第176条）
- 伪造、变造金融票证罪（第177条）
- 妨害信用卡管理罪（第177条之一第1款）[5]
- 窃取、收买、非法提供信用卡信息罪（第177条之一第2款）[5]
- 伪造、变造国家有价证券罪（第178条第1款）
- 伪造、变造股票、公司、企业债券罪（第178条第2款）
- 擅自发行股票、公司、企业债券罪（第179条）
- 内幕交易、泄露内幕信息罪（第180条）
- 利用未公开信息交易罪（第180条第4款）[6]
- （已替换[3]）编造并传播证券交易虚假信息罪（第181条第1款）
- 编造并传播证券、期货交易虚假信息罪（第181条第1款）[3]
- （已替换[3]）诱骗投资者买卖证券罪（第181条第2款）
- 诱骗投资者买卖证券、期货合约罪（第181条第2款）[3]
- （已替换[3]）操纵证券交易价格罪（第182条）
- （已取消[5]）操纵证券、期货交易价格罪（第182条）[3]
- 操纵证券、期货市场罪（第182条）[5]
- 背信运用受托财产罪（第185条之一第1款）[5]
- 违法运用资金罪（第185条之一第2款）[5]
- （已取消[5]）违法向关系人发放贷款罪（第186条第1款）
- 违法发放贷款罪（第186条[5]；原第186条第2款）
- （已取消[5]）用账外客户资金非法拆借、发放贷款罪（第187条）
- 吸收客户资金不入账罪（第187条）[5]
- （已取消[5]）非法出具金融票证罪（第188条）
- 违规出具金融票证罪（第188条）[5]
- 对违法票据承兑、付款、保证罪（第189条）
- 逃汇罪（第190条）
- 洗钱罪（第191条）
- 骗购外汇罪（《关于惩治骗购外汇、逃汇和非法买卖外汇犯罪的决定》）[3]

### 金融诈骗罪
- 集资诈骗罪（第192条）
- 贷款诈骗罪（第193条）
- 票据诈骗罪（第194条第1款）
- 金融凭证诈骗罪（第194条第2款）
- 信用证诈骗罪（第195条）
- 信用卡诈骗罪（第196条）
- 有价证券诈骗罪（第197条）
- 保险诈骗罪（第198条）

### 危害税收征管罪
- （已取消[6]）偷税罪（第201条）
- 逃税罪（第201条）[6]
- 抗税罪（第202条）
- 逃避追缴欠税罪（第203条）
- 骗取出口退税罪（第204条第1款）
- 虚开增值税专用发票、用于骗取出口退税、抵扣税款发票罪（第205条）
- 虚开发票罪（第205条之一）[7]
- 伪造、出售伪造的增值税专用发票罪（第206条）
- 非法出售增值税专用发票罪（第207条）
- 非法购买增值税专用发票、购买伪造的增值税专用发票罪（第208条第1款）
- 非法制造、出售非法制造的用于骗取出口退税、抵扣税款发票罪（第209条第1款）
- 非法制造、出售非法制造的发票罪（第209条第2款）
- 非法出售用于骗取出口退税、抵扣税款发票罪（第209条第3款）
- 非法出售发票罪（第209条第4款）
- 持有伪造的发票罪（第210条之一）[7]

### 侵犯知识产权罪
- 假冒注册商标罪（第213条）
- 销售假冒注册商标的商品罪（第214条）
- 非法制造、销售非法制造的注册商标标识罪（第215条）
- 假冒专利罪（第216条）
- 侵犯著作权罪（第217条）
- 销售侵权复制品罪（第218条）
- 侵犯商业秘密罪（第219条）
- 为境外窃取、刺探、收买、非法提供商业秘密罪（第219条之一）[9]

### 扰乱市场秩序罪
- 损害商业信誉、商品声誉罪（第221条）
- 虚假广告罪（第222条）
- 串通投标罪（第223条）
- 合同诈骗罪（第224条）
- 组织、领导传销活动罪（第224条之一）[6]
- 非法经营罪（第225条）
- 强迫交易罪（第226条）
- 伪造、倒卖伪造的有价票证罪（第227条第1款）
- 倒卖车票、船票罪（第227条第2款）
- 非法转让、倒卖土地使用权罪（第228条）
- （已取消[3]）中介组织人员提供虚假证明文件罪（第229条第1款、第2款）
- 提供虚假证明文件罪（第229条第1款、第2款）[3]
- （已取消[3]）中介组织人员出具证明文件重大失实罪（第229条第3款）
- 出具证明文件重大失实罪（第229条第3款）[3]
- 逃避商检罪（第230条）

## 侵犯公民人身权利、民主权利罪
- 故意杀人罪（第232条）
- 过失致人死亡罪（第233条）
- 故意伤害罪（第234条）
- 组织出卖人体器官罪（第234条之一第1款）[7]
- 过失致人重伤罪（第235条）
- 强奸罪（第236条第1款）
- （已取消[3]）奸淫幼女罪（第236条第2款）
- 负有照护职责人员性侵罪（第236条之一）[9]
- （已取消[8]）强制猥亵、侮辱妇女罪（第237条第1款）
- 强制猥亵、侮辱罪（第237条第1款、第2款）[8]
- 猥亵儿童罪（第237条第3款）
- 非法拘禁罪（第238条）
- 绑架罪（第239条）
- 拐卖妇女、儿童罪（第240条）
- 收买被拐卖的妇女、儿童罪（第241条第1款）
- 聚众阻碍解救被收买的妇女、儿童罪（第242条第2款）
- 诬告陷害罪（第243条）
- （已取消[7]）强迫职工劳动罪（第244条）
- 强迫劳动罪（第244条）[7]
- 雇用童工从事危重劳动罪（第244条之一）[4]
- 非法搜查罪（第245条）
- 非法侵入住宅罪（第245条）
- 侮辱罪（第246条）
- 诽谤罪（第246条）
- 刑讯逼供罪（第247条）
- 暴力取证罪（第247条）
- 虐待被监管人罪（第247条）
- 煽动民族仇恨、民族歧视罪（第249条）
- 出版歧视、侮辱少数民族作品罪（第250条）
- 非法剥夺公民宗教信仰自由罪（第251条）
- 侵犯少数民族风俗习惯罪（第251条）
- 侵犯通信自由罪（第252条）
- 私自开拆、隐匿、毁弃邮件、电报罪（第253条第1款）
- （已取消[8]）出售、非法提供公民个人信息罪（第253条之一第1款）[6]
- （已取消[8]）非法获取公民个人信息罪（第253条之一第2款）[6]
- 侵犯公民个人信息罪（第253条之一）[8]
- 报复陷害罪（第254条）
- 打击报复会计、统计人员罪（第255条）
- 破坏选举罪（第256条）
- 暴力干涉婚姻自由罪（第257条）
- 重婚罪（第258条）
- 破坏军婚罪（第259条第1款）
- 虐待罪（第260条）
- 虐待被监护、看护人罪（第260条之一）[8]
- 遗弃罪（第261条）
- 拐骗儿童罪（第262条）
- 组织残疾人、儿童乞讨罪（第262条之一）[5]
- 组织未成年人进行违反治安管理活动罪（第262条之二）[6]

## 侵犯财产罪
- 抢劫罪（第263条）
- 盗窃罪（第264条）
- 诈骗罪（第266条）
- 抢夺罪（第267条第1款）
- 聚众哄抢罪（第268条）
- 侵占罪（第270条）
- 职务侵占罪（第271条第1款）
- 挪用资金罪（第272条第1款）
- 挪用特定款物罪（第273条）
- 敲诈勒索罪（第274条）
- 故意毁坏财物罪（第275条）
- 破坏生产经营罪（第276条）
- 拒不支付劳动报酬罪（第276条之一）[7]

## 妨害社会管理秩序罪

### 扰乱公共秩序罪
- 妨害公务罪（第277条）
- 袭警罪（第277条第5款）[9]
- 煽动暴力抗拒法律实施罪（第278条）
- 招摇撞骗罪（第279条）
- 伪造、变造、买卖国家机关公文、证件、印章罪（第280条第1款）
- 盗窃、抢夺、毁灭国家机关公文、证件、印章罪（第280条第1款）
- 伪造公司、企业、事业单位、人民团体印章罪（第280条第2款）
- （已取消[8]）伪造、变造居民身份证罪（第280条第3款）
- 伪造、变造、买卖身份证件罪（第280条第3款）
- 使用虚假身份证件、盗用身份证件罪（第280条之一）[8]
- 冒名顶替罪（第280条之二）[9]
- 非法生产、买卖警用装备罪（第281条）
- 非法获取国家秘密罪（第282条第1款）
- 非法持有国家绝密、机密文件、资料、物品罪（第282条第2款）
- （已取消[8]）非法生产、销售间谍专用器材罪（第283条）
- 非法生产、销售专用间谍器材、窃听、窃照专用器材罪（第283条）[8]
- 非法使用窃听、窃照专用器材罪（第284条）
- 组织考试作弊罪（第284条之一第1款第2款）[8]
- 非法出售、提供试题、答案罪（第284条之一第3款）[8]
- 代替考试罪（第284条之一第4款）[8]
- 非法侵入计算机信息系统罪（第285条）
- 非法获取计算机信息系统数据、非法控制计算机信息系统罪（第285条第2款）[6]
- 提供侵入、非法控制计算机信息系统程序、工具罪（第285条第3款）[6]
- 破坏计算机信息系统罪（第286条）
- 拒不履行信息网络安全管理义务罪（第286条之一）[8]
- 非法利用信息网络罪（第287条之一）[8]
- 帮助信息网络犯罪活动罪（第287条之二）[8]
- 扰乱无线电通讯管理秩序罪（第288条）
- 聚众扰乱社会秩序罪（第290条第1款）
- 聚众冲击国家机关罪（第290条第2款）
- 扰乱国家机关工作秩序罪（第290条第3款）[8]
- 组织、资助非法聚集罪（第290条第4款）[8]
- 编造、故意传播虚假信息罪（第290条之一第2款）[8]
- 聚众扰乱公共场所秩序、交通秩序罪（第291条）
- 投放虚假危险物质罪（第291条之一）[3]
- 编造、故意传播虚假恐怖信息罪（第291条之一）[3]
- 高空抛物罪（第291条之二）[9]
- 聚众斗殴罪（第292条第1款）
- 寻衅滋事罪（第293条）
- 催收非法债务罪（第293条之一）[9]
- 组织、领导、参加黑社会性质组织罪（第294条第1款）
- 入境发展黑社会组织罪（第294条第2款）
- 包庇、纵容黑社会性质组织罪（第294条第3款）
- 传授犯罪方法罪（第295条）
- 非法集会、游行、示威罪（第296条）
- 非法携带武器、管制刀具、爆炸物参加集会、游行、示威罪（第297条）
- 破坏集会、游行、示威罪（第298条）
- （已取消[9]）侮辱国旗、国徽罪（第299条）
- 侮辱国旗、国徽、国歌罪（第299条）[9]
- 侵害英雄烈士名誉、荣誉罪（第299条之一）[9]
- 组织、利用会道门、邪教组织、利用迷信破坏法律实施罪（第300条第1款）
- （已取消[8]）组织、利用会道门、邪教组织、利用迷信致人死亡罪（第300条第2款）
- 组织、利用会道门、邪教组织、利用迷信致人重伤、死亡罪[8]
- 聚众淫乱罪（第301条第1款）
- 引诱未成年人聚众淫乱罪（第301条第2款）
- （已取消[8]）盗窃、侮辱尸体罪（第302条）
- 盗窃、侮辱、故意毁坏尸体、尸骨、骨灰罪（第302条）[8]
- 赌博罪（第303条）
- 开设赌场罪（第303条第2款）[5]
- 组织参与国（境）外赌博罪（第303条第3款）[9]
- 故意延误投递邮件罪（第304条）

### 妨害司法罪
- 伪证罪（第305条）
- 辩护人、诉讼代理人毁灭证据、伪造证据、妨害作证罪（第306条）
- 妨害作证罪（第307条第1款）
- 帮助毁灭、伪造证据罪（第307条第2款）
- 虚假诉讼罪（第307条之一）[8]
- 打击报复证人罪（第308条）
- 泄露不应公开的案件信息罪（第308条之一第1款）[8]
- 披露、报道不应公开的案件信息罪（第308条之一第3款）[8]
- 扰乱法庭秩序罪（第309条）
- 窝藏、包庇罪（第310条）
- （已取消[8]）拒绝提供间谍犯罪证据罪（第311条）
- 拒绝提供间谍犯罪、恐怖主义犯罪、极端主义犯罪证据罪[8]
- （已取消[5]）窝藏、转移、收购、销售赃物罪（第312条）
- 掩饰、隐瞒犯罪所得、犯罪所得收益罪（第312条）[5]
- 拒不执行判决、裁定罪（第313条）
- 非法处置查封、扣押、冻结的财产罪（第314条）
- 破坏监管秩序罪（第315条）
- 脱逃罪（第316条第1款）
- 劫夺被押解人员罪（第316条第2款）
- 组织越狱罪（第317条第1款）
- 暴动越狱罪（第317条第2款）
- 聚众持械劫狱罪（第317条第2款）

### 妨害国（边）境管理罪
- 组织他人偷越国（边）境罪（第318条）
- 骗取出境证件罪（第319条）
- 提供伪造、变造的出入境证件罪（第320号）
- 出售出入境证件罪（第320号）
- 运送他人偷越国（边）境罪（第321条）
- 偷越国（边）境罪（第322条）
- 破坏界碑、界桩罪（第323条）
- 破坏永久性测量标志罪（第323条）

### 妨害文物管理罪
- 故意损毁文物罪（第324条第1款）
- 故意损毁名胜古迹罪（第324条第2款）
- 过失损毁文物罪（第324条第3款）
- 非法向外国人出售、赠送珍贵文物罪（第325条）
- 倒卖文物罪（第326条）
- 非法出售、私赠文物藏品罪（第327条）
- 盗掘古文化遗址、古墓葬罪（第328条第1款）
- 盗掘古人类化石、古脊椎动物化石罪（第328条第2款）
- 抢夺、窃取国有档案罪（第329条第1款）
- 擅自出卖、转让国有档案罪（第329条第2款）

### 危害公共卫生罪
- 妨害传染病防治罪（第330条）
- 传染病菌种、毒种扩散罪（第331条）
- 妨害国境卫生检疫罪（第332条）
- 非法组织卖血罪（第333条第1款）
- 强迫卖血罪（第333条第1款）
- 非法采集、供应血液、制作、供应血液制品罪（第334条第1款）
- 采集、供应血液、制作、供应血液制品事故罪（第334条第2款）
- 非法采集人类遗传资源、走私人类遗传资源材料罪（第334条之一）[9]
- 医疗事故罪（第335条）
- 非法行医罪（第336条第1款）
- 非法进行节育手术罪（第336条第2款）
- 非法植入基因编辑、克隆胚胎罪（第336条之一）[9]
- （已取消[6]）逃避动植物检疫罪（第337条）
- 妨害动植物防疫、检疫罪（第337条）[6]

### 破坏环境资源保护罪
- （已取消[7]）重大环境污染事故罪（第338条）
- 污染环境罪（第338条）[7]
- 非法处置进口的固体废物罪（第339条第1款）
- 擅自进口固体废物罪（第339条第2款）
- 非法捕捞水产品罪（第340条）
- （已取消[9]）非法猎捕、杀害珍贵、濒危野生动物罪（第341条第1款）
- （已取消[9]）非法收购、运输、出售珍贵、濒危野生动物、珍贵、濒危野生动物制品罪（第341条第1款）
- 危害珍贵、濒危野生动物罪（第341条第1款）[9]
- 非法狩猎罪（第341条第2款）
- 非法猎捕、收购、运输、出售陆生野生动物罪（第341条第3款）[9]
- （已取消[3]）非法占用耕地罪（第342条）
- 非法占用农用地罪（第342条）[3]
- 破坏自然保护地罪（第342条之一）[9]
- 非法采矿罪（第343条第1款）
- 破坏性采矿罪（第343条第2款）
- （已取消[4]）非法采伐、毁坏珍贵树木罪（第344条）
- （已取消[9]）非法采伐、毁坏国家重点保护植物罪（第344条）[4]
- （已取消[9]）非法收购、运输、加工、出售国家重点保护植物、国家重点保护植物制品罪（第344条）[4]
- 危害国家重点保护植物罪（第344条）[9]
- 非法引进、释放、丢弃外来入侵物种罪（第344条之一）[9]
- 盗伐林木罪（第345条第1款）
- 滥伐林木罪（第345条第2款）
- （已取消[4]）非法收购盗伐、滥伐的林木罪（第345条第3款）
- 非法收购、运输盗伐、滥伐的林木罪（第345条第3款）[4]

### 走私、贩卖、运输、制造毒品罪
- 走私、贩卖、运输、制造毒品罪（第347条）
- 非法持有毒品罪（第348条）
- 包庇毒品犯罪分子罪（第349条第1款、第2款）
- 窝藏、转移、隐瞒毒品、毒赃罪（第349条第1款）
- （已取消[8]）走私制毒物品罪（第350条第1款）
- （已取消[8]）非法买卖制毒物品罪（第350条第1款）
- 非法生产、买卖、运输制毒物品、走私制毒物品罪（第350条）[8]
- 非法种植毒品原植物罪（第351条）
- 非法买卖、运输、携带、持有毒品原植物种子、幼苗罪（第352条）
- 引诱、教唆、欺骗他人吸毒罪（第353条第1款）
- 强迫他人吸毒罪（第353条第2款）
- 容留他人吸毒罪（第354条）
- 非法提供麻醉药品、精神药品罪（第355条）
- 妨害兴奋剂管理罪（第355条之一）[9]

### 组织、强迫、引诱、介绍卖淫罪
- 组织卖淫罪（第358条第1款）
- 强迫卖淫罪（第358条第1款）
- 协助组织卖淫罪（第358条第3款）
- 引诱、容留、介绍卖淫罪（第359条第1款）
- 引诱幼女卖淫罪（第359条第2款）
- 传播性病罪（第360条第1款）
- （已取消[8]）嫖宿幼女罪（第360条第2款）

### 制造、贩卖、传播淫秽物品罪
- 制作、复制、出版、贩卖、传播淫秽物品牟利罪（第363条第1款）
- 为他人提供书号出版淫秽书刊罪（第363条第2款）
- 传播淫秽物品罪（第364条第1款）
- 组织播放淫秽音像制品罪（第364条第2款）
- 组织淫秽表演罪（第365条）

## 危害国防利益罪
- 阻碍军人执行职务罪（第368条第1款）
- 阻碍军事行动罪（第368条第2款）
- 破坏武器装备、军事设施、军事通信罪（第369条）
- 过失损坏武器装备、军事设施、军事通信罪（第369条第2款）[5]
- 故意提供不合格武器装备、军事设施罪（第370条第1款）
- 过失提供不合格武器装备、军事设施罪（第370条第2款）
- 聚众冲击军事禁区罪（第371条第1款）
- 聚众扰乱军事管理区秩序罪（第371条第2款）
- 冒充军人招摇撞骗罪（第372条）
- 煽动军人逃离部队罪（第373条）
- 雇用逃离部队军人罪（第373条）
- 接送不合格兵员罪（第374条）
- 伪造、变造、买卖武装部队公文、证件、印章罪（第375条第1款）
- 盗窃、抢夺武装部队公文、证件、印章罪（第375条第1款）
- （已取消[6]）非法生产、买卖军用标志罪（第375条第2款）
- 非法生产、买卖武装部队制式服装罪（第375条第2款）[6]
- 伪造、盗窃、买卖、非法提供、非法使用武装部队专用标志罪（第375条第3款）[6]
- 战时拒绝、逃避征召、军事训练罪（第376条第1款）
- 战时拒绝、逃避服役罪（第376条第2款）
- 战时故意提供虚假敌情罪（第377条）
- 战时造谣扰乱军心罪（第378条）
- 战时窝藏逃离部队军人罪（第379条）
- 战时拒绝、故意延误军事订货罪（第380条）
- （已取消[8]）战时拒绝军事征用罪（第381条）
- 战时拒绝军事征收、征用罪（第381条）[8]

## 贪污贿赂罪
- 贪污罪（第382条）
- 挪用公款罪（第384条）
- 受贿罪（第385条）
- 单位受贿罪（第387条）
- 利用影响力受贿罪（第388条之一）[6]
- 行贿罪（第389条）
- 对有影响力的人行贿罪（第390条之一）[8]
- 对单位行贿罪（第391条）
- 介绍贿赂罪（第392条）
- 单位行贿罪（第393条）
- 巨额财产来源不明罪（第395条第1款）
- 隐瞒境外存款罪（第395条第2款）
- 私分国有资产罪（第396条第1款）
- 私分罚没财物罪（第396条第2款）

## 渎职罪
- 滥用职权罪（第397条）
- 玩忽职守罪（第397条）
- （已取消[3]）国家机关工作人员徇私舞弊罪（第397条第2款）[2]
- 故意泄露国家秘密罪（第398条）
- 过失泄露国家秘密罪（第398条）
- 徇私枉法罪（第399条第1款）
- （已取消[3]）枉法追诉、裁判罪（第399条第1款）[2]
- （已取消[3]）枉法裁判罪（第399条第2款）
- 民事、行政枉法裁判罪（第399条第2款）[3]
- 执行判决、裁定失职罪（第399条第2款）[4]
- 执行判决、裁定滥用职权罪（第399条第2款）[4]
- 枉法仲裁罪（第399条之一）[5]
- 私放在押人员罪（第400条第1款）
- 失职致使在押人员脱逃罪（第400条第2款）
- 徇私舞弊减刑、假释、暂予监外执行罪（第401条）
- 徇私舞弊不移交刑事案件罪（第402条）
- 滥用管理公司、证券职权罪（第403条）
- 徇私舞弊不征、少征税款罪（第404条）
- 徇私舞弊发售发票、抵扣税款、出口退税罪（第405条第1款）
- 违法提供出口退税凭证罪（第405条第2款）
- （已取消[3]）国家机关工作人员签订、履行合同失职罪（第406条）
- 国家机关工作人员签订、履行合同失职被骗罪（第406条）[3]
- 违法发放林木采伐许可证罪（第407条）
- 环境监管失职罪（第408条）
- （已取消[9]）食品监管渎职罪（第408条之一）[7]
- 食品、药品监管渎职罪（第408条之一）[9]
- 传染病防治失职罪（第409条）
- （已取消[8]）非法批准征用、占用土地罪（第410条）
- 非法批准征收、征用、占用土地罪（第410条）[8]
- 非法低价出让国有土地使用权罪（第410条）
- 放纵走私罪（第411条）
- 商检徇私舞弊罪（第412条第1款）
- 商检失职罪（第412条第2款）
- 动植物检疫徇私舞弊罪（第413条第1款）
- 动植物检疫失职罪（第413条第2款）
- 放纵制售伪劣商品犯罪行为罪（第414条）
- 办理偷越国（边）境人员出入境证件罪（第415条）
- 放行偷越国（边）境人员罪（第415条）
- 不解救被拐卖、绑架妇女、儿童罪（第416条第1款）
- 阻碍解救被拐卖、绑架妇女、儿童罪（第416条第2款）
- 帮助犯罪分子逃避处罚罪（第417条）
- 招收公务员、学生徇私舞弊罪（第418条）
- 失职造成珍贵文物损毁、流失罪（第419条）

## 军人违反职责罪
- 战时违抗命令罪（第421条）
- 隐瞒、谎报军情罪（第422条）
- 拒传、假传军令罪（第422条）
- 投降罪（第423条）
- 战时临阵脱逃罪（第424条）
- 擅离、玩忽军事职守罪（第425条）
- 阻碍执行军事职务罪（第426条）
- 指使部属违反职责罪（第427条）
- 违令作战消极罪（第428条）
- 拒不救援友邻部队罪（第429条）
- 军人叛逃罪（第430条）
- 非法获取军事秘密罪（第431条第1款）
- 为境外窃取、剌探、收买、非法提供军事秘密罪（第431条第2款）
- 故意泄露军事秘密罪（第432条）
- 过失泄露军事秘密罪（第432条）
- 战时造谣惑众罪（第433条）
- 战时自伤罪（第434条）
- 逃离部队罪（第435条）
- 武器装备肇事罪（第436条）
- 擅自改变武器装备编配用途罪（第437条）
- 盗窃、抢夺武器装备、军用物资罪（第438条）
- 非法出卖、转让武器装备罪（第439条）
- 遗弃武器装备罪（第440条）
- 遗失武器装备罪（第441条）
- 擅自出卖、转让军队房地产罪（第442条）
- 虐待部属罪（第443条）
- 遗弃伤病军人罪（第444条）
- 战时拒不救治伤病军人罪（第445条）
- 战时残害居民、掠夺居民财物罪（第446条）
- 私放俘虏罪（第447条）
- 虐待俘虏罪（第448条）